# Odontodysplasie régionale
L’odontodysplasie régionale ou odontodysplasie localisée est une anomalie rare du développement des dents, généralement localisée à la partie antérieure du maxillaire et non héréditaire. Il n'existe aucune prédilection de race, mais les femmes sont plus exposées que les hommes. Les tissus d'origine ectodermique et mésenchymateux sont affectés. L'émail, la dentine et la pulpe de dents sont touchées, les dents sont pâles, avec une racine courte et, sur les radiographies, apparaissent presque transparentes, décrites comme des « dents fantômes ». La plupart des cas sont considérés comme idopathiques et non liés aux conditions de grossesse mais certains cas sont associés à des syndromes, des anomalies de croissance, des troubles du système nerveux et des malformations vasculaires. Les dents permanentes ne présentent généralement une odontodysplasie régionale que si les dents de lait avaient été affectées, les deux types de dents étant pratiquement toujours touchés. La plupart du temps, ces dents ne sont pas exposées à un risque accru de carie ou d'inflammation périapicale.
Le pronostic est généralement basé sur le maintien de ces dents et la préservation de l'alvéole. Pour les dents sorties de la gencive, le traitement endodontique est l'option habituelle, la dent étant dévitalisée et restaurée. Pour les dents encore enclavées, on peut utiliser une prothèse amovible partielle jusqu'à ce que la croissance soit achevée et le traitement endodontique puisse être appliqué.